# Teorema de la circulación de Kelvin
En la mecánica de fluidos, el teorema de circulación de Kelvin, llamado así por William Thomson, primer barón Kelvin que lo publicó en 1869, dice que: En un fluido barótropo ideal con fuerzas corporales conservadoras, la circulación alrededor de una curva cerrada (que encierra los mismos elementos del fluido) que se mueve con el fluido permanece constante con el tiempo. Dicho matemáticamente:
{\displaystyle {\frac {\mathrm {D} \Gamma }{\mathrm {D} t}}=0}
donde {\displaystyle \Gamma } es la «circulación» alrededor de un contorno material {\displaystyle C(t)}. Dicho más simplemente este teorema dice que si se observa un contorno cerrado en un instante, y se sigue el contorno a lo largo del tiempo,  siguiendo el movimiento de todos sus elementos fluidos, la circulación sobre los dos lugares de este contorno son iguales.
Este teorema no se sostiene en los casos de tensiones viscosas, fuerzas corporales no conservadoras, por ejemplo, una fuerza de coriolis,  o relaciones de presión-densidad no barótropas.

## Demostración matemática
La circulación {\displaystyle \Gamma }  alrededor de un conjunto material cerrado {\displaystyle C(t)} viene definido  por:
{\displaystyle \Gamma (t)=\oint _{C}{\boldsymbol {u}}\cdot \mathrm {d} {\boldsymbol {s}}}
donde u es el vector velocidad y ds es un elemento a lo largo del contorno cerrado
La ecuación gobernante para un fluido no viscoso con una fuerza corporal conservadora es: 
{\displaystyle {\frac {\mathrm {D} {\boldsymbol {u}}}{\mathrm {D} t}}=-{\frac {1}{\rho }}{\boldsymbol {\nabla }}p+{\boldsymbol {\nabla }}\Phi }
donde D/Dt es la derivada material, ρ es la densidad del fluido, p es la presión y Φ es el potencial de la fuerza del cuerpo. Estas son las ecuaciones de Euler con una fuerza corporal.
La condición de barotropicidad implica que la densidad es una función solo de la presión, es decir {\displaystyle \rho =\rho (p)}.
Tomando la derivada convectiva de la circulación se obtiene:
{\displaystyle {\frac {\mathrm {D} \Gamma }{\mathrm {D} t}}=\oint _{C}{\frac {\mathrm {D} {\boldsymbol {u}}}{\mathrm {D} t}}\cdot \mathrm {d} {\boldsymbol {s}}+\oint _{C}{\boldsymbol {u}}\cdot {\frac {\mathrm {D} \mathrm {d} {\boldsymbol {s}}}{\mathrm {D} t}}.}
Para el primer término, sustituimos de la ecuación gobernante, y luego aplicamos el teorema de Stokes, de la siguiente manera:
{\displaystyle \oint _{C}{\frac {\mathrm {D} {\boldsymbol {u}}}{\mathrm {D} t}}\cdot \mathrm {d} {\boldsymbol {s}}=\int _{A}{\boldsymbol {\nabla }}\times \left(-{\frac {1}{\rho }}{\boldsymbol {\nabla }}p+{\boldsymbol {\nabla }}\Phi \right)\cdot {\boldsymbol {n}}\,\mathrm {d} S=\int _{A}{\frac {1}{\rho ^{2}}}\left({\boldsymbol {\nabla }}\rho \times {\boldsymbol {\nabla }}p\right)\cdot {\boldsymbol {n}}\,\mathrm {d} S=0.}
La igualdad final surge desde {\displaystyle {\boldsymbol {\nabla }}\rho \times {\boldsymbol {\nabla }}p=0} debido a la barotropicidad. También hemos aprovechado el hecho de que el rotacional de cualquier gradiente es necesariamente 0 , o {\displaystyle {\boldsymbol {\nabla }}\times {\boldsymbol {\nabla }}f=0} para cualquier función {\displaystyle f}.
Para el segundo término, observamos que la evolución del elemento de línea material viene dada por
{\displaystyle {\frac {\mathrm {D} \mathrm {d} {\boldsymbol {s}}}{\mathrm {D} t}}=\left(\mathrm {d} {\boldsymbol {s}}\cdot {\boldsymbol {\nabla }}\right){\boldsymbol {u}}.}
Por lo tanto
{\displaystyle \oint _{C}{\boldsymbol {u}}\cdot {\frac {\mathrm {D} \mathrm {d} {\boldsymbol {s}}}{\mathrm {D} t}}=\oint _{C}{\boldsymbol {u}}\cdot \left(\mathrm {d} {\boldsymbol {s}}\cdot {\boldsymbol {\nabla }}\right){\boldsymbol {u}}={\frac {1}{2}}\oint _{C}{\boldsymbol {\nabla }}\left(|{\boldsymbol {u}}|^{2}\right)\cdot \mathrm {d} {\boldsymbol {s}}=0.}
La última igualdad se obtiene aplicando el teorema de Stokes.
La última igualdad se obtiene aplicando el teorema de Stokes.
Como ambos términos son cero, obtenemos el resultado siguiente:
{\displaystyle {\frac {\mathrm {D} \Gamma }{\mathrm {D} t}}=0.}

## Teorema de la circulación de Poincaré-Bjerknes
Un principio similar que conserva una cantidad puede obtenerse también para el marco giratorio, conocido como el teorema de Poincaré-Bjerknes, llamado así por sus autores Henri Poincaré y Vilhelm Bjerknes, que derivaron la invariante en 1893. and 1898.
El teorema puede aplicarse a un marco giratorio que gira a una velocidad angular constante dada por el vector {\displaystyle {\boldsymbol {\Omega }}}, para la circulación modificada
{\displaystyle \Gamma (t)=\oint _{C}({\boldsymbol {u}}+{\boldsymbol {\Omega }}\times {\boldsymbol {r}})\cdot \mathrm {d} {\boldsymbol {s}}}
Aquí, {\displaystyle {\boldsymbol {r}}} es la posición del área del fluido. Según el teorema de Stokes, esto es:
{\displaystyle \Gamma (t)=\int _{A}{\boldsymbol {\nabla }}\times ({\boldsymbol {u}}+{\boldsymbol {\Omega }}\times {\boldsymbol {r}})\cdot {\boldsymbol {n}}\,\mathrm {d} S=\int _{A}({\boldsymbol {\nabla }}\times {\boldsymbol {u}}+2{\boldsymbol {\Omega }})\cdot {\boldsymbol {n}}\,\mathrm {d} S}